# Ирина Трапезунтска
Ирина од Трапезунта (умрла око 1382.) била је царица Трапезунтског царства и ванбрачна жена цара Василија Великог Комнина. Имала је важан положај у намесништву свог сина цара Алексија III Трапезунтског 1341-1352. године.

## Живот
Не зна се много о Иринином раном животу пре него што је постала љубавница цара Василија; „византијски историчар назвао је [њу] куртизаном, а трапезунтски хроничар дамом из Трапезунта“, пише Вилијам Милер. Са њим је имала два сина пре него што ју је оженио 1339. Овај брак је изазвао велики протест цариградског патријарха Јована XIV Калакаса. Њихов брак је трајао само око девет месеци пре него што је цар Василије умро после кратке болести; Милер поново пише: „Шапутало се да га је одбачена царица тајно убила, а њено понашање је дало неку боју сумњи, јер је очигледно била спремна да профитира његовом смрћу.“ Царица Ирина Палеологина, тзв. одбачена царица“, а њене присталице су одмах преузеле власт и послале Ирину Трапезунтску са њена два млада сина, Алексијем и Јованом, у Цариград на чување код оца царице Ирине Палеолог, цара Андроника III Палеолога. 
Док су Ирина и деца били у егзилу, Трапезунт је био сведок дворских преврата, како у Трапезунту (Грађански рат у Трапезунту), тако и у Цариграду (Византијски грађански рат). Византијска намесничка влада цара Јована V Палеолога подржала је стрица њеног покојног мужа Михаила Трапезунтског и Василијевог рођака Јована III Трапезунтског у њиховим настојањима за власт у Трапезунту, али када је цар Јован VI Кантакузин победио у византијском грађанском рату, дао је подршку присталицама Ирининог сина Јована. Њен други син Алексије се не помиње након његовог одласка из Трапезунта и можда је умро убрзо по доласку у Цариград. Јован, син царице Ирине Трапезунтске је добио и подршку Никите Схоларија, вође моћног клана Схолараната којег је цар Михајло уклонио са водећих положаја у држави. Побуна је била успешна и прекинула је слабу и насилну владавину цара Михаила и на престо ступа Јован, сина царице Ирине Трапезунтске, који је узео име Алексије, у част свог покојног деде цара Алексија II Великог Комнина.
Када је преузео круну цар Алексије III је имао 13 година, пошто је био малолетан за немесника је постављена царица Ирина, царева мајка. Претпоставља се да се борила за власт са племићима, а посебно са породицом Доранита, која је водила неуспешну побуну у престоници, побуна је трајала шест месеци. Иако је та побуна угушена, њен син цар Алексије III се повукао у замак тврђаву Триполис ради безбедности. Године 1341. пратила је сина током поход на Лимнију са Михаилом Панаретом и заузела град од побуњеника Константина Доранита. Она је пратила други поход који је предводио њен син у јануару 1352. против пинкерна Јована Чанахита, који је силом заузео замак царевих предака Чаниха.
Након овог догађаја, присуство царице Ирине у историјским записима постаје ређе. Године 1367. пратила је свог сина цара Алексија III када је њена унука Ана била удата за краља Грузије. Такође је била присутна на крштењу свог праунука Василија, касније преименованог у Алексија IV Трапезунтски 1382. године, што је последњи пут да се помиње у историјским изворима. Шта се са њом догодило после, није познато.

## Деца
- Ана, која се удала за Андреја Константиновича, великог кнеза Нижњеновгородско-Суздаљског 1343. године.
- Алексије Трапезунтски (1327–око 1349)
- Јован, касније преименован у цар Алексије III (1338–1390)
- Марија, која се удала за Фахрудина Кутлуг бега, емира Ак Којунлуа 1352. године.
- Теодора, која се удала за хаџи Омара, емира Халивије (турски: Хаџемир) 1358. године.